# Jack Adams
John James "Jack" Adams, född 14 juni 1895 i Fort William, Ontario, död 1 maj 1968 i Detroit, var en kanadensisk professionell ishockeyspelare, ishockeytränare och sportdirektör.
Adams valdes in i Hockey Hall of Fame 1959.

## Karriär

### Spelare
Jack Adams debuterade i NHL med Toronto Arenas säsongen 1917–18 genom att spela åtta matcher i grundserien. I slutspelet gjorde han ett mål på två matcher. Toronto Arenas vann Stanley Cup samma säsong sedan de besegrat Vancouver Millionaires i finalserien med 3-2 i matcher. Adams spelade ytterligare en säsong i NHL med Arenas innan han flyttade västerut och anslöt till Vancouver Millionaires i Pacific Coast Hockey Association säsongen 1919–20.
Adams spelade tre säsonger med Millionaires i Pacific Coast Hockey Association och 1921 samt 1922 spelade laget Stanley Cup-final, dock utan att vinna den åtråvärda pokalen. Säsongen 1921–22 vann han PCHA:s poängliga med 30 poäng på 24 matcher, fem poäng före lagkamraten Mickey MacKay och Victoria Aristocrats center Frank Fredrickson.
Säsongen 1922–23 återvände Adams till Toronto och NHL för att spela med Toronto St. Patricks. Han stannade fyra säsonger i klubben, fram till och med säsongen 1925–26. Därefter spelade han en sista säsong i ligan för Ottawa Senators. Senators vann Stanley Cup 1927 efter att ha besegrat Boston Bruins i finalen.

### Tränare och sportdirektör
Efter spelarkarriären arbetade Jack Adams som tränare och sportdirektör för Detroit Cougars, Detroit Falcons och Detroit Red Wings åren 1927–1963. Som tränare och sportdirektör vann han Stanley Cup med Red Wings säsongerna 1935–36, 1936–37 och 1942–43. Adams samlade ihop till 413 segrar och 987 poäng på 964 matcher som tränare i NHL:s grundserie. I slutspelet blev hans facit 52 vinster, 52 förluster och en oavgjord på 105 matcher.
Som endast sportdirektör vann Adams ytterligare fyra Stanley Cup med Red Wings säsongerna 1949–50, 1951–52, 1953–54 och 1954–55. Adams utvecklade ett system som fostrade spelare som Sid Abel, Red Kelly, Ted Lindsay, Terry Sawchuk, Alex Delvecchio samt storstjärnan Gordie Howe, vilket gjorde Red Wings till en stormakt i NHL under 1950-talet.
Den årliga utmärkelsen Jack Adams Award, som tilldelas den tränare i NHL som ansetts ha bidragit mest till sitt lags framgång i grundserien, är uppkallad efter Jack Adams.

## Statistik

### Spelare
| 1917–18            | Sarnia Sailors         | OHA-Sr.            | 6   | 15 | 0  | 15  | –   | –  | – | – | –  | –  |
| 1917–18            | Toronto Arenas         | NHL                | 8   | 0  | 0  | 0   | 31  | 2  | 1 | 0 | 1  | 6  |
| 1918–19            | Toronto Arenas         | NHL                | 17  | 3  | 3  | 6   | 35  | –  | – | – | –  | –  |
| 1919–20            | Vancouver Millionaires | PCHA               | 22  | 9  | 6  | 15  | 18  | 2  | 0 | 0 | 0  | 0  |
| 1920–21            | Vancouver Millionaires | PCHA               | 24  | 17 | 12 | 29  | 60  | 2  | 3 | 0 | 3  | 0  |
|                    |                        | Stanley Cup        | –   | –  | –  | –   | –   | 5  | 2 | 1 | 3  | 6  |
| 1921–22            | Vancouver Millionaires | PCHA               | 24  | 26 | 4  | 30  | 24  | 2  | 1 | 0 | 1  | 0  |
|                    |                        | West-P             | –   | –  | –  | –   | –   | 2  | 0 | 0 | 0  | 12 |
|                    |                        | Stanley Cup        | –   | –  | –  | –   | –   | 5  | 6 | 1 | 7  | 18 |
| 1922–23            | Toronto St. Patricks   | NHL                | 23  | 19 | 9  | 28  | 64  | –  | – | – | –  | –  |
| 1923–24            | Toronto St. Patricks   | NHL                | 22  | 14 | 4  | 18  | 51  | –  | – | – | –  | –  |
| 1924–25            | Toronto St. Patricks   | NHL                | 27  | 21 | 10 | 31  | 67  | 2  | 1 | 0 | 1  | 7  |
| 1925–26            | Toronto St. Patricks   | NHL                | 36  | 21 | 5  | 26  | 52  | –  | – | – | –  | –  |
| 1926–27            | Ottawa Senators        | NHL                | 40  | 5  | 1  | 6   | 66  | 6  | 0 | 0 | 0  | 0  |
| NHL totalt         | NHL totalt             | NHL totalt         | 173 | 83 | 32 | 115 | 366 | 10 | 2 | 0 | 2  | 13 |
| PCHA totalt        | PCHA totalt            | PCHA totalt        | 70  | 52 | 22 | 74  | 102 | 6  | 4 | 0 | 4  | 0  |
| Stanley Cup totalt | Stanley Cup totalt     | Stanley Cup totalt | –   | –  | –  | –   | –   | 10 | 8 | 2 | 10 | 24 |

Statistik från hockey-reference.com och nhl.com

### Tränare
M = Matcher, V = Vinster, F = Förluster, O = Oavgjorda, P = Poäng
| Lag               | Säsong  | Grundserie | Grundserie | Grundserie | Grundserie | Grundserie | Grundserie              | Slutspel                                                |
| Lag               | Säsong  | M          | V          | F          | O          | P          | Resultat                | Resultat                                                |
| ----------------- | ------- | ---------- | ---------- | ---------- | ---------- | ---------- | ----------------------- | ------------------------------------------------------- |
| Detroit Cougars   | 1927–28 | 44         | 19         | 19         | 6          | 44         | 4:a i American Division | –                                                       |
| Detroit Cougars   | 1928–29 | 44         | 19         | 16         | 9          | 47         | 3:a i American Division | Förlorade i första rundan mot Toronto Maple Leafs       |
| Detroit Cougars   | 1929–30 | 44         | 14         | 24         | 6          | 34         | 4:a i American Division | –                                                       |
| Detroit Falcons   | 1930–31 | 44         | 16         | 21         | 7          | 39         | 4:a i American Division | –                                                       |
| Detroit Falcons   | 1931–32 | 48         | 18         | 20         | 10         | 46         | 3:a i American Division | Förlorade i första rundan mot Montreal Maroons          |
| Detroit Red Wings | 1932–33 | 48         | 25         | 15         | 8          | 58         | 2:a i American Division | Förlorade i andra rundan mot New York Rangers           |
| Detroit Red Wings | 1933–34 | 48         | 24         | 14         | 10         | 58         | 1:a i American Division | Förlorade i Stanley Cup-finalen mot Chicago Black Hawks |
| Detroit Red Wings | 1934–35 | 48         | 19         | 22         | 7          | 45         | 4:a i American Division | –                                                       |
| Detroit Red Wings | 1935–36 | 48         | 24         | 16         | 8          | 56         | 1:a i American Division | Vann Stanley Cup                                        |
| Detroit Red Wings | 1936–37 | 48         | 25         | 14         | 9          | 59         | 1:a i American Division | Vann Stanley Cup                                        |
| Detroit Red Wings | 1937–38 | 48         | 12         | 25         | 11         | 35         | 4:a i American Division | –                                                       |
| Detroit Red Wings | 1938–39 | 48         | 18         | 24         | 6          | 42         | 5:a i NHL               | Förlorade i andra rundan mot Toronto Maple Leafs        |
| Detroit Red Wings | 1939–40 | 48         | 16         | 26         | 6          | 38         | 5:a i NHL               | Förlorade i andra rundan mot Toronto Maple Leafs        |
| Detroit Red Wings | 1940–41 | 48         | 21         | 16         | 11         | 53         | 3:a i NHL               | Förlorade i Stanley Cup-finalen mot Boston Bruins       |
| Detroit Red Wings | 1941–42 | 48         | 19         | 25         | 4          | 42         | 5:a i NHL               | Förlorade i Stanley Cup-finalen mot Toronto Maple Leafs |
| Detroit Red Wings | 1942–43 | 50         | 25         | 14         | 11         | 61         | 1:a i NHL               | Vann Stanley Cup                                        |
| Detroit Red Wings | 1943–44 | 50         | 26         | 18         | 6          | 58         | 2:a i NHL               | Förlorade i semifinal mot Chicago Black Hawks           |
| Detroit Red Wings | 1944–45 | 50         | 31         | 14         | 5          | 67         | 2:a i NHL               | Förlorade i Stanley Cup-finalen mot Toronto Maple Leafs |
| Detroit Red Wings | 1945–46 | 50         | 20         | 20         | 10         | 50         | 4:a i NHL               | Förlorade i semifinal mot Boston Bruins                 |
| Detroit Red Wings | 1946–47 | 60         | 22         | 27         | 11         | 55         | 4:a i NHL               | Förlorade i semifinal mot Toronto Maple Leafs           |
| Totalt            | Totalt  | 964        | 413        | 390        | 161        | 987        |                         |                                                         |

## Meriter
- Stanley Cup – 1918 och 1927 som spelare för Toronto Arenas respektive Ottawa Senators. 1936, 1937 och 1943 som tränare och sportdirektör för Detroit Red Wings. 1950, 1952, 1954 och 1955 som sportdirektör för Detroit Red Wings.
- NHL First All-Star Team, som tränare – 1936–37 och 1942–43
- NHL Second All-Star Team, som tränare – 1944–45
- Lester Patrick Trophy – 1966
- Invald i Hockey Hall of Fame 1959